# Kostel Zvěstování Panny Marie (Cheb)
Kostel Zvěstování (dříve též Nanebevzetí) Panny Marie v Chebu je římskokatolický kostel chebské farnosti při bývalém františkánském klášteře na Františkánském náměstí v centru Chebu. Řadí se mezi nejstarší halové kostely v českých zemích. V roce 1991 byl zchátralý areál františkánského kostela vrácen církvi a po čase také postupně zpřístupňován veřejnosti. Klášter i kostel jsou od roku 1958 chráněny jako kulturní památka.

## Historie

### 13. století

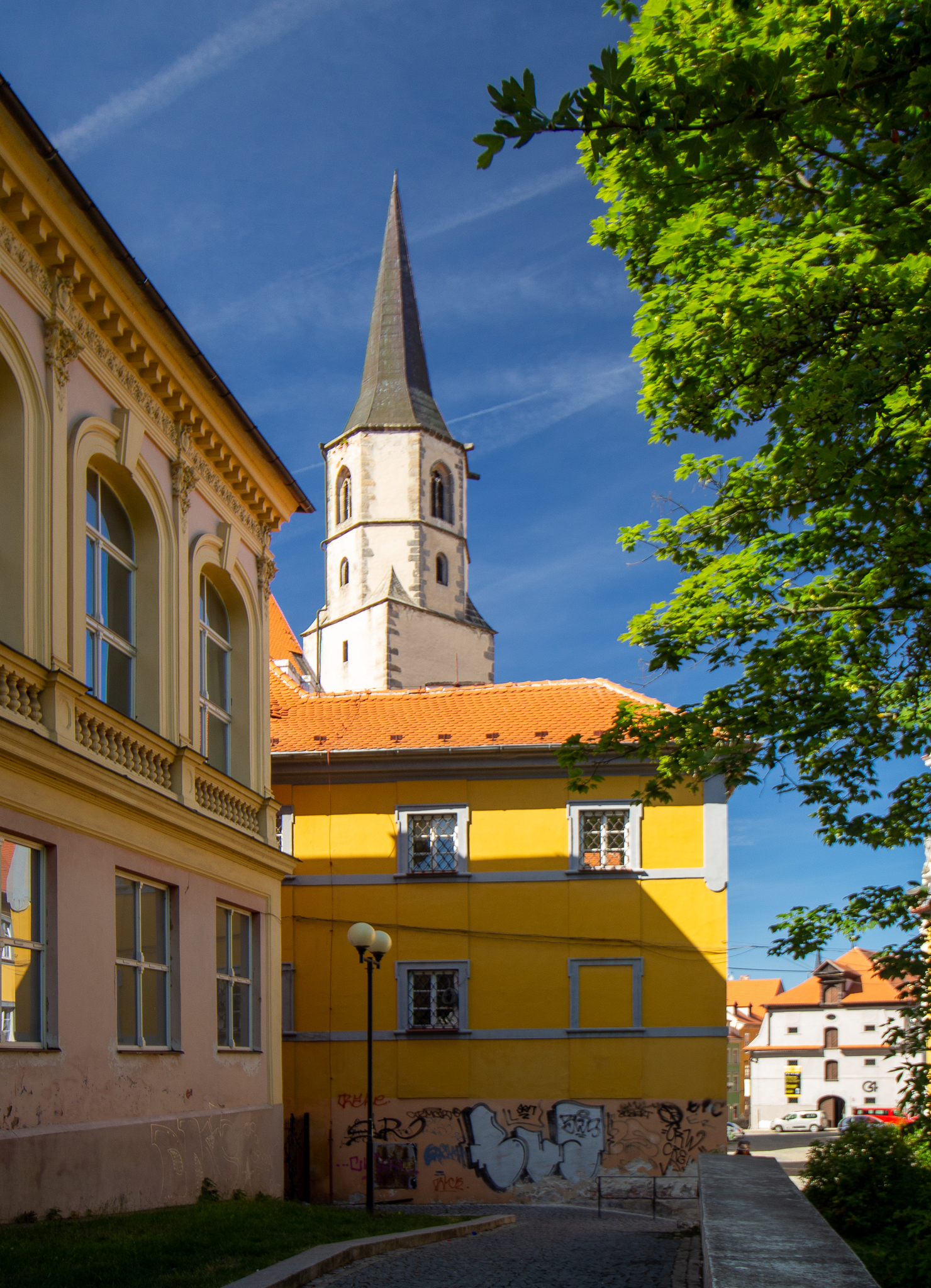
Věž kostela a část klášterních budov z Františkánského náměstí

Areál kláštera a kostel byl založen před rokem 1247 měšťany Hechtem z Podhradu a Honnigarem ze Seeberku. Prvním kvardiánem chebské minoritské komunity byl bratr Eberhard. O devět let později pobýval v klášteře řezenský biskup Albrecht. Klášter i kostel byly zničeny během velkého požáru v roce 1270, ale již roku 1285 byl kostel vysvěcen, ačkoli ještě nebyl po požáru zcela opraven. Ihned začala obnova celého města, čímž získal kostel gotickou podobu. V této podobě se nám dochoval kostel dodnes, došlo jen na několik malých přístaveb a nástaveb. O čtyři dny později, 30. ledna 1285, zde proběhla svatba českého krále Václava II. s dcerou Rudolfa Habsburského Gutou.

### 14. a 15. století
Celý areál byl obnoven na počátku 14. století. Později byla dostavěna 60metrová věž, dominující celé stavbě, mezi lodí a presbytářem. Štíhlá kamenná věž má čtvercový půdorys a nad druhým patrem přechází v osmihran, který má další dvě podlaží. Tato přístavba byla dokončena kolem roku 1330. K severní chrámové lodi byla dostavěna kaple. Sloužila jako oratoř klariskám až do roku 1456. V západním čele kaple proto vznikla tři okna. V tomto období je možné hovořit o fungování mužského a ženského dvojkláštera.
Klíčovým rokem byl rok 1464, kdy byl papežem Piem II. vydán příkaz, aby byl klášter předán řádu františkánů. Podle informací žili minorité popudivý a pohoršlivý život. Proto byl klášter s kostelem předán do rukou františkánům observantům, kteří tvořili přísnější odnož stejného řádu.
Minorité jsou žebravým řádem, který byl založený roku 1209 sv. Františkem z Assisi, proto se nazývají i františkány. Jeho členové přijali za své žít podle evangelia a v chudobě, která se měla týkat jak mnichů, tak i klášterů.

### 16. a 17. století
Ve střední Evropě začal vlivem luteránství upadat klášterní život. Tomuto vlivu se nevyhnul ani klášter v Chebu. Rok 1550 se označuje za rok úpadku a roku 1555 františkáni opouštějí konvent. Klášter zůstal prázdný až do roku 1607, kdy začal znovu ožívat.

### 18. a 19. století
Výraznější stavební úpravy byly realizovány v období baroka. Roku 1707 byl vchod do kostela z Hradební ulice zazděn a zpřístupnil se vchod z původně uzavřeného Františkánského náměstí. Roku 1733 klášter obývalo 55 konventuálů. Chebské řádové společenství tak patřilo mezi největší v českých zemích. V 19. století došlo k obměně zařízení interiéru.
Na začátku 19. století byly nad západní emporu instalovány varhany (pocházející z roku 1754). Hlavní oltář z roku 1676 byl přemístěn k severní stěně lodi a nahrazen novogotickým oltářem. Původní oltář byl dílem řezbáře Sebastiana Kaisera a malíře Davida Angermanna.

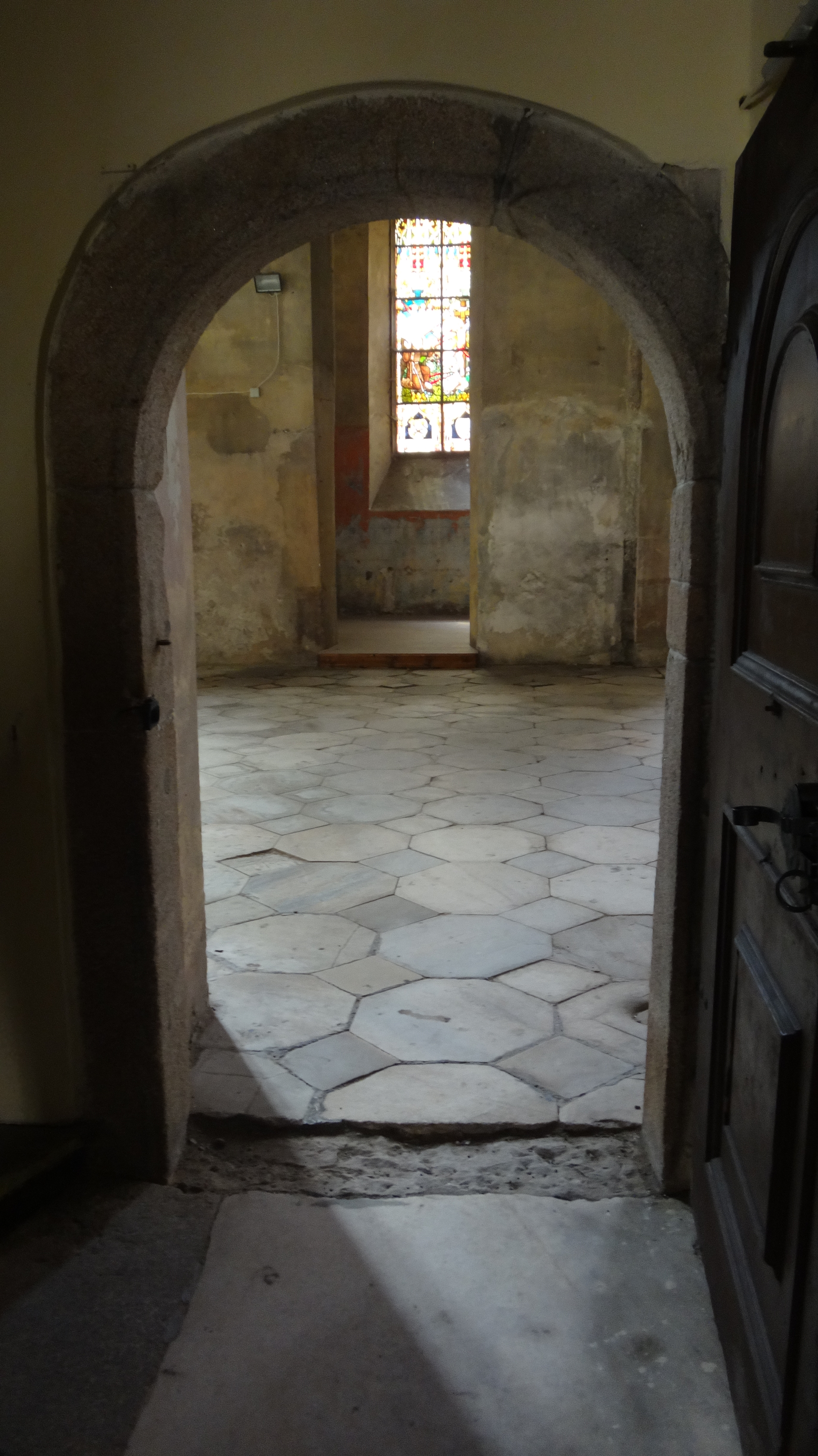
vchod z kláštera

### 20. století
Františkáni přečkali pro kláštery nepříznivou dobu josefinských reforem a působili zde až do roku 1951, kdy začaly být za komunistického režimu zavírány kláštery. Kostel poté nebyl využíván, čímž začal značně chátrat.
Do počátku 70. let zůstal celý interiér kostela neporušen včetně čtyř rokokových oltářů. V následujících asi 15 letech byl kostel zdevastován a historický mobiliář byl rozkraden.
V roce 1991 byl klášter navrácen církvi. Dnes klášter patří městu Cheb. Po několika rekonstrukcích je kostel otevřen veřejnosti a slouží příležitostně jako koncertní síň.

## Přehled důležitých dat
- 1247 – první písemná zmínka o představeném kláštera kvardiánu Eberhardovi
- 1270 – kostel a klášter zničeny při velkém požáru města
- 1285 – vysvěcení
- 1286–1300 – dokončení stavby nového kostela
- 1330 – stavba kostelní věže
- 1465 – původní minorité kvůli nezřízenému životu nahrazeni příslušníky přísnější odnoží řehole – františkány observanty
- 1555–1607 – klášter dočasně opuštěn
- 1707 – uzavření původního vstupu do kostela ze západu
- 1951 – klášter uzavřen a mniši vyhnání
- 1970–1986 – devastace interiéru kostela
- 1991 – komplex navrácen církvi
- nyní – kostel s částí kláštera je v majetku města Cheb

## Architektonický popis

### Půdorys

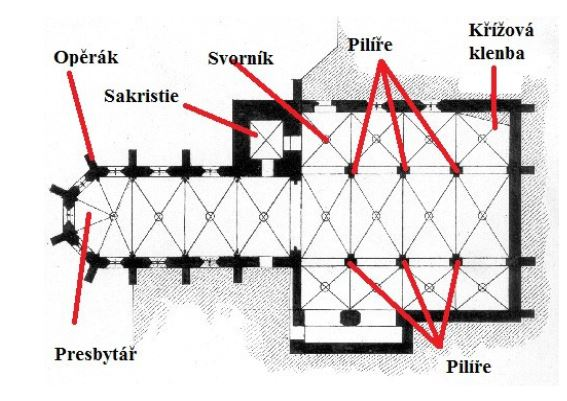
Půdorys kostela

V hlavní lodi jsou 2 řady pilířů křížového tvaru, které hlavní loď oddělují od bočních lodí. Obdélný půdorys bočních lodí není zcela souměrný, pravá boční loď je širší než levá. Střední část hlavní lodi má stejnou šířku jako je délka kůru. Jedná se tedy o halové stupnicové trojlodí..
Presbytář je zakončen polygonálně. V půdoryse je zvýrazněn vnější opěrný systém, typický pro gotické stavby.

### Exteriér
Na severovýchodní straně kostela je umístěn opěrný systém – opěrné pilíře, které zachycují příčné síly vyvolané roztlakem zděných kleneb interiéru. Okna jsou zakončena lomeným obloukem a vyplněna vitrážemi, které se však nedochovaly v jižní části kostela.
Kostel má velice strmou a vysokou střechu, čímž se zdůrazňuje vertikalita kostela.
Dominantní hranolová věž u jihovýchodního třetího pole presbytáře přechází nad druhým patrem v osmibokou. Lomená okna nejvyššího poschodí jsou dvojdílná. Na jihovýchodní straně věže se nachází zazděný vchod, jenž sloužil až do roku 1707. Byl zakončen lomeným obloukem.

### Interiér

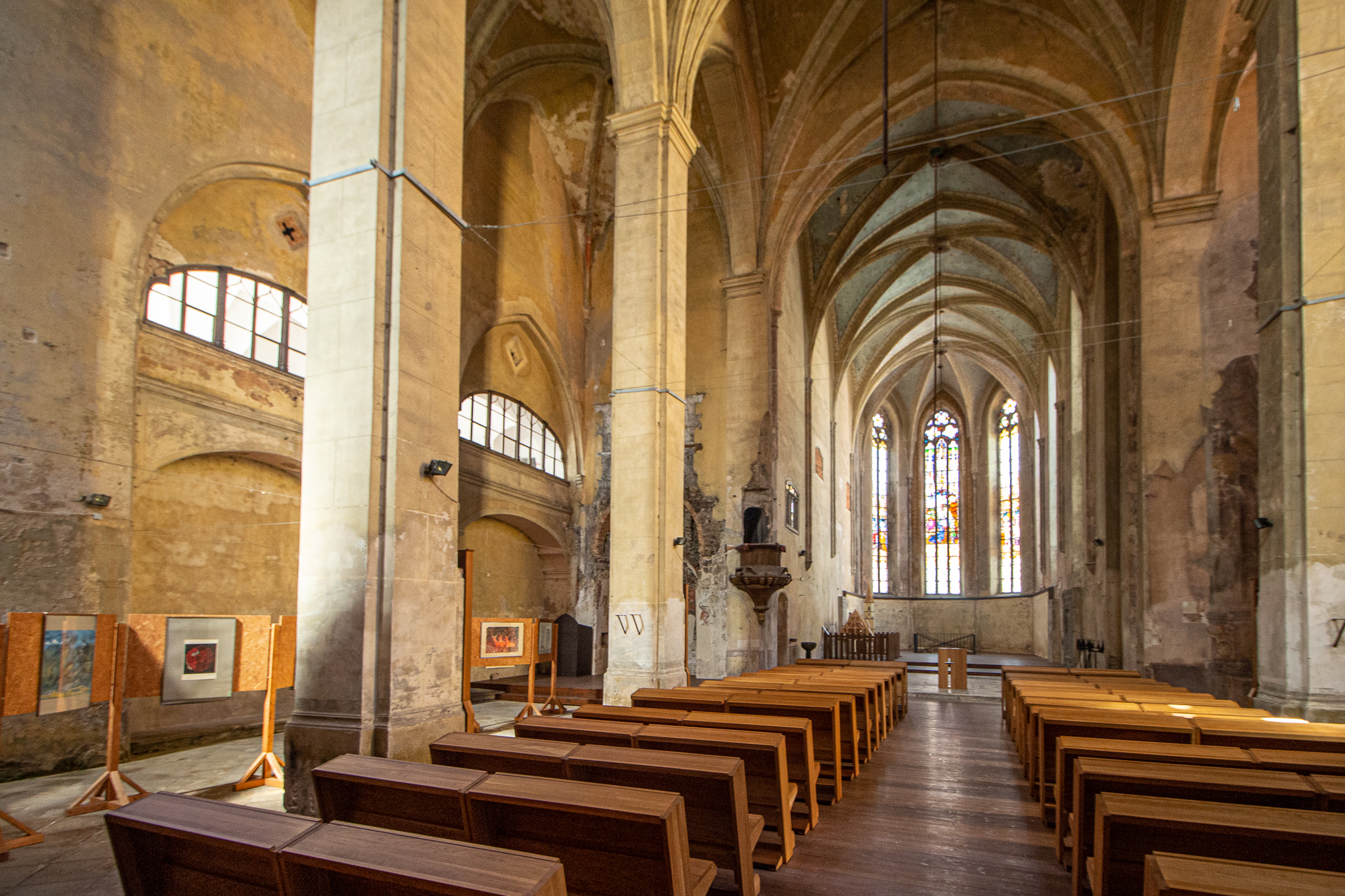
Křížová klenba v hlavní lodi

Vstup do kostela je z Františkánského náměstí a vede nejprve do křížové chodby františkánského kláštera, kterou se dojde ke vchodu do kostela. Vchod je zakončen nelomeným obloukem, jelikož sloužil původně pouze mnichům.

#### Presbytář

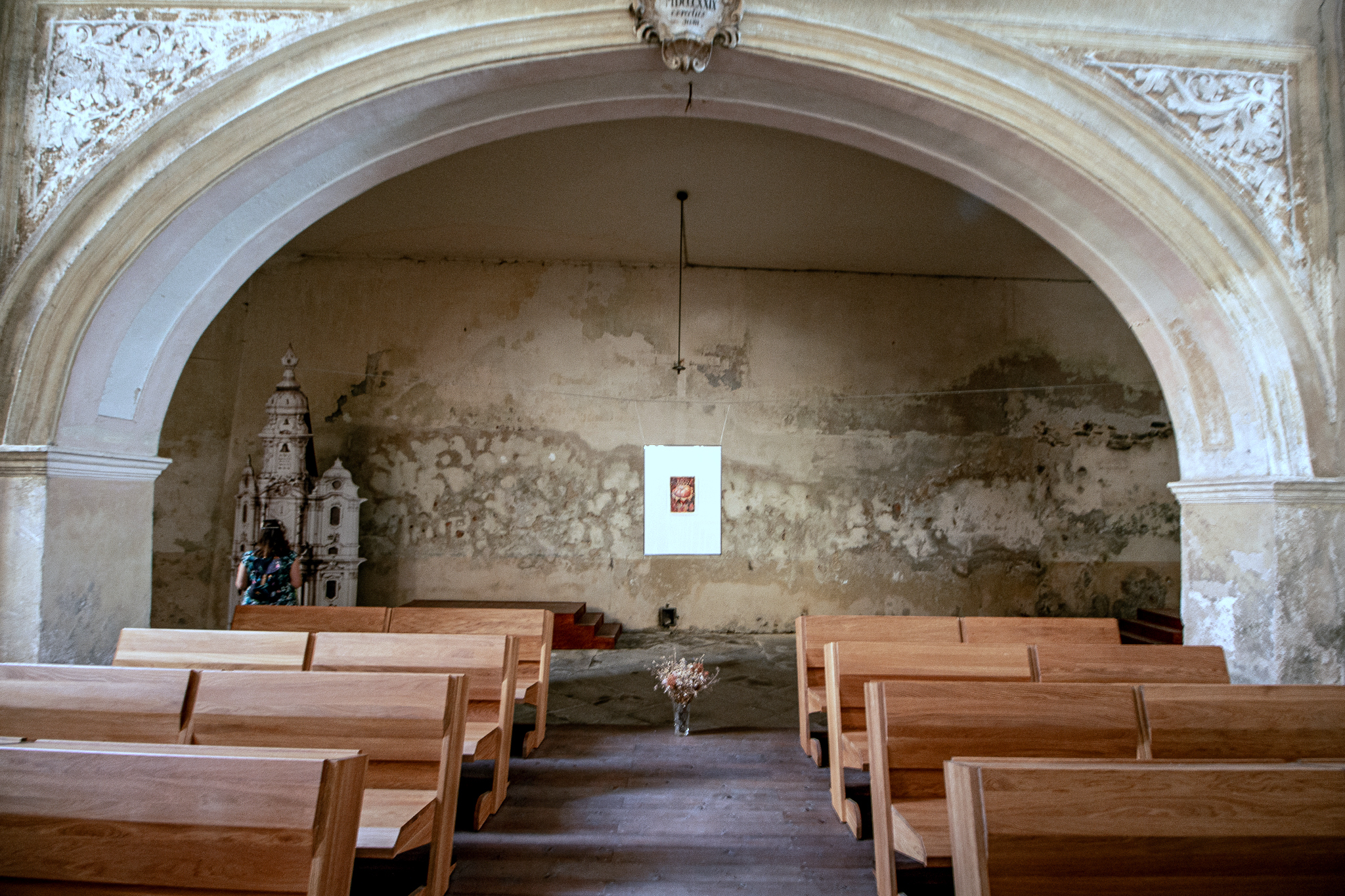
Interiér kostela

Presbytář je orientován na severovýchod. Skládá se ze tří obdélných křížových polích a je zakončen pětibokým závěrem s šestipaprskovým žebrovým zaklenutím. Ve zdech jsou vložena vysoká okna zakončena lomeným obloukem. Výplň tvoří vitráže. Kružby Prostřední okno má čtyřlaločnou kružbu a pod ním jsou umístěny tři jeptišky. U levého a pravého okna je vrcholová pětilaločná kružba doplněná trojlisty. Další okna v této části jsou zakončena pětilaločnou kružbou a jeptiškami.
Na severní straně presbytáře je vložen sedlový pozdně gotický portál vedoucí do sakristie.
Na stěně se dochovaly zbytky původních nástěnných maleb. Stropní malba symbolizuje hvězdné nebe. V zaklenutí je použita křížová klenba, jejíž žebra jsou spojena svorníkem s vegetabilním ornamentem. Žebra jsou svedena na kusé svazkové přípory ukončené konzolami. Přípory mají hlavici, na níž nasedají žebra a prut nasedající na konzolu. V polygonálním zakončení presbyteria žebra opět sedají na přípory, které jsou ale usazeny na podokenní římsu, nikoli na konzolu.
V místě, kde presbytář přechází v hlavní loď, jsou žebra nasazena na příporu, jejíž hlavice má výrazný abakus a prstenec.

#### Sakristie
Sakristie přiléhá jihovýchodní zdi presbytáře. Částečně na jejím místě a na místě dnešního presbyteria stál původní kostel, jenž vyhořel v roce 1270.
Sakristie je zaklenuta křížovou klenbou. Žebra jsou spojena svorníkem květinového vzoru. Dochovaly se zde i fresky. Na jižní straně sakristie se nachází vysoké okno zakončené lomeným obloukem s vitrážemi. Na jihovýchodní straně je částečně zazděné okno opět zakončené lomeným obloukem. Do sakristie vedou dva vchody – jeden ze severozápadní části kostela (nelomený oblouk) a druhý z jihozápadní části (nízký nelomený oblouk a nad ním vyzděný lomený oblouk).

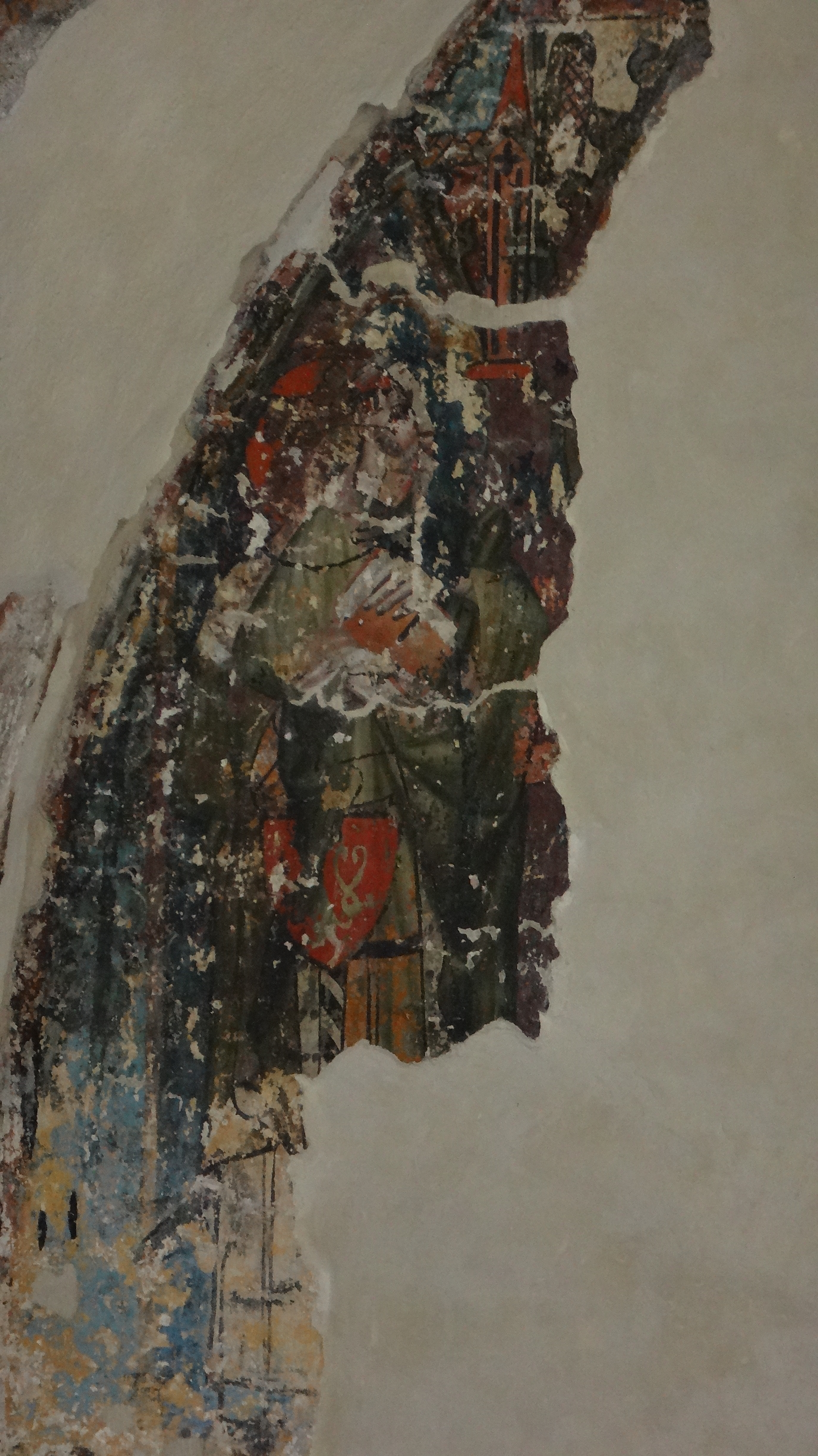
Torzo fresky v interiéru

#### Hlavní a boční loď
V hlavní lodi jsou dvě řady pilířů křížového tvaru, které oddělují hlavní loď od bočních lodí. Půdorys není zcela souměrný, pravá boční loď je širší než levá. Střední část hlavní lodi má stejnou šířku jako je délka kůru. Jedná se tedy o halové stupnicové trojlodí, které má téměř čtvercový obrys deformovaným okoseným jižním rohem. Klenba je opět křížová.
Vyžlabená žebra v hlavní lodi jsou svedena na pilíře, ve vedlejších lodích jsou žebra spojena svorníky s vegetabilním motivem a svedena na konzoly s polygonální krycí deskou a kuželovým tvarem.
Ve východní lodi se nachází poměrně zachovalá kazatelna.
V jihozápadní části je vestavěn kůr, jemuž dominují křížová klenba a okna, která jsou zdůrazněna lomeným obloukem. Jsou zde umístěny původní varhany, které jsou pouze dekorační. Nyní jsou v hlavní lodi umístěny nové lavice, které jsou využívány při koncertech. Kostel a klášter jsou volně přístupné veřejnosti.

## Fotogalerie

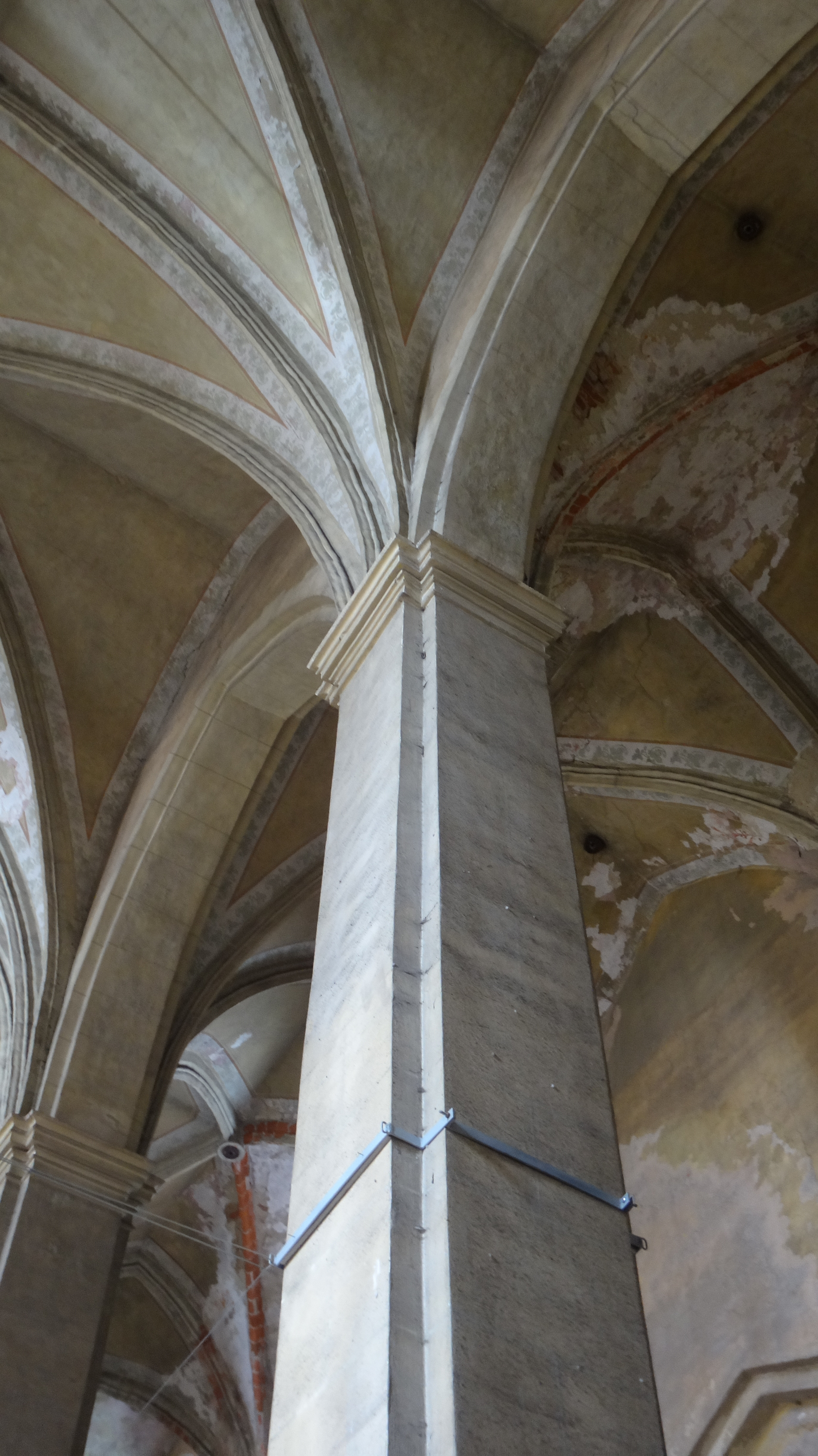
křížový pilíř
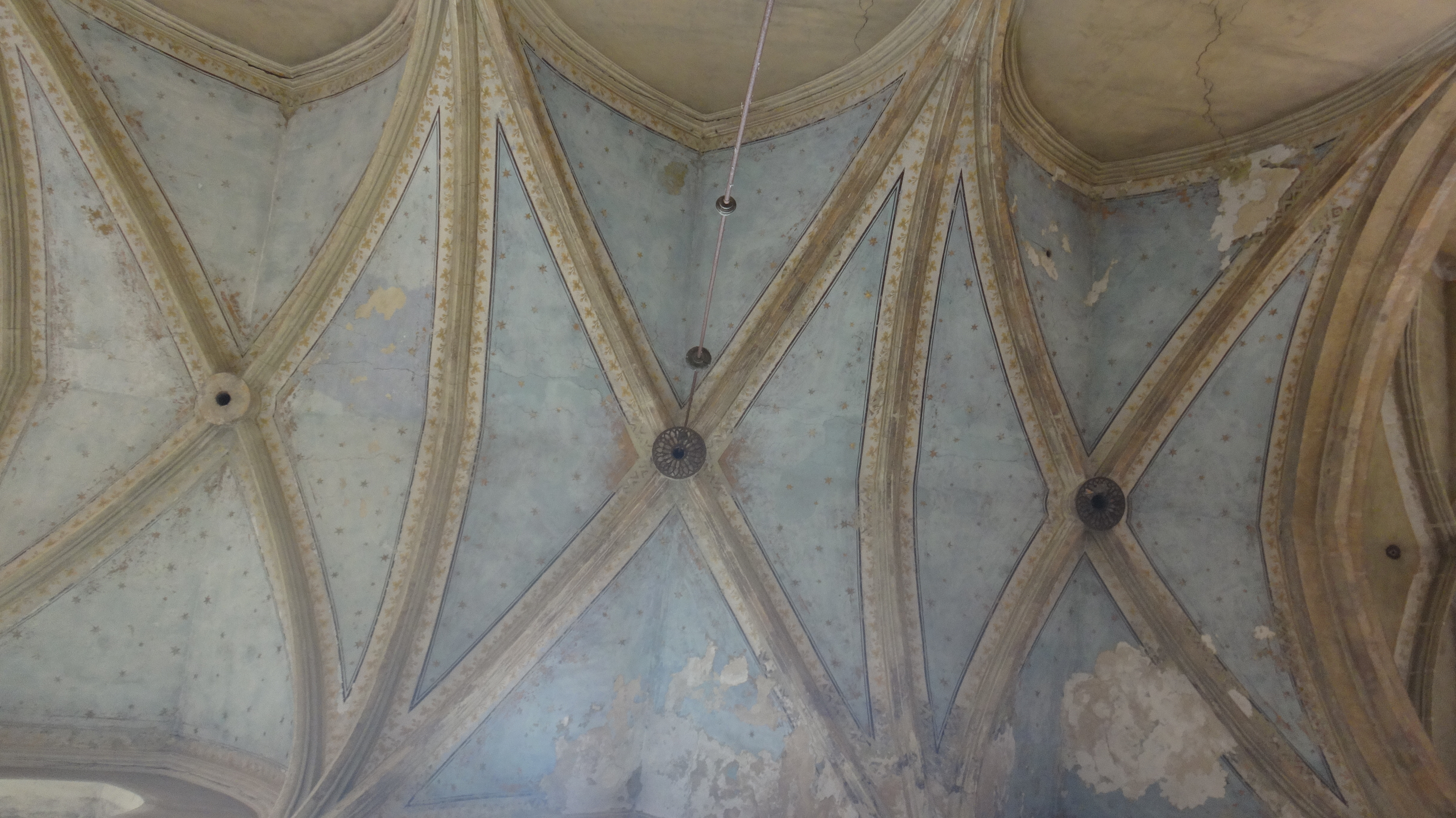
křížová klenba v hlavní lodi
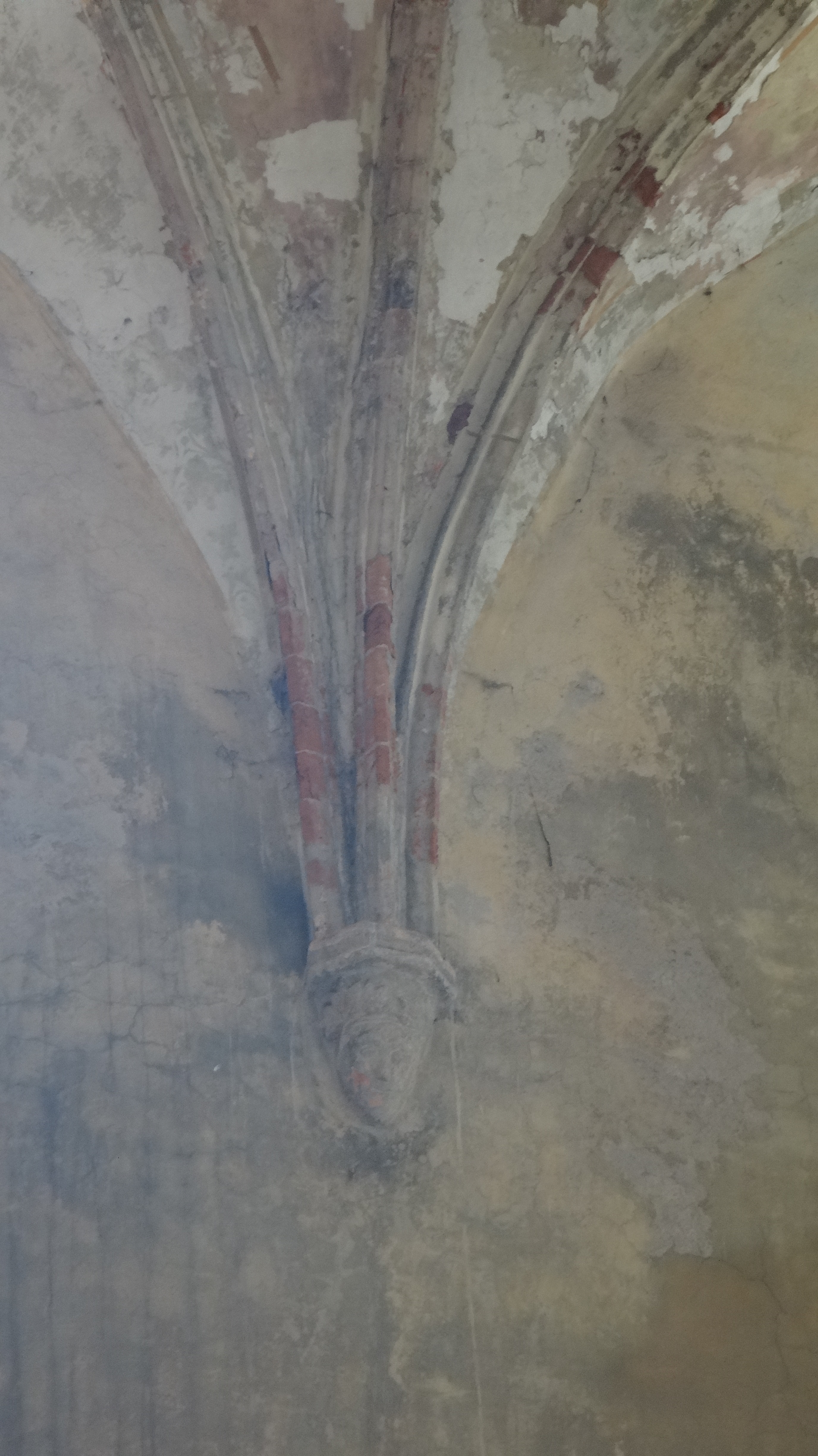
žebra svedená na konzolu
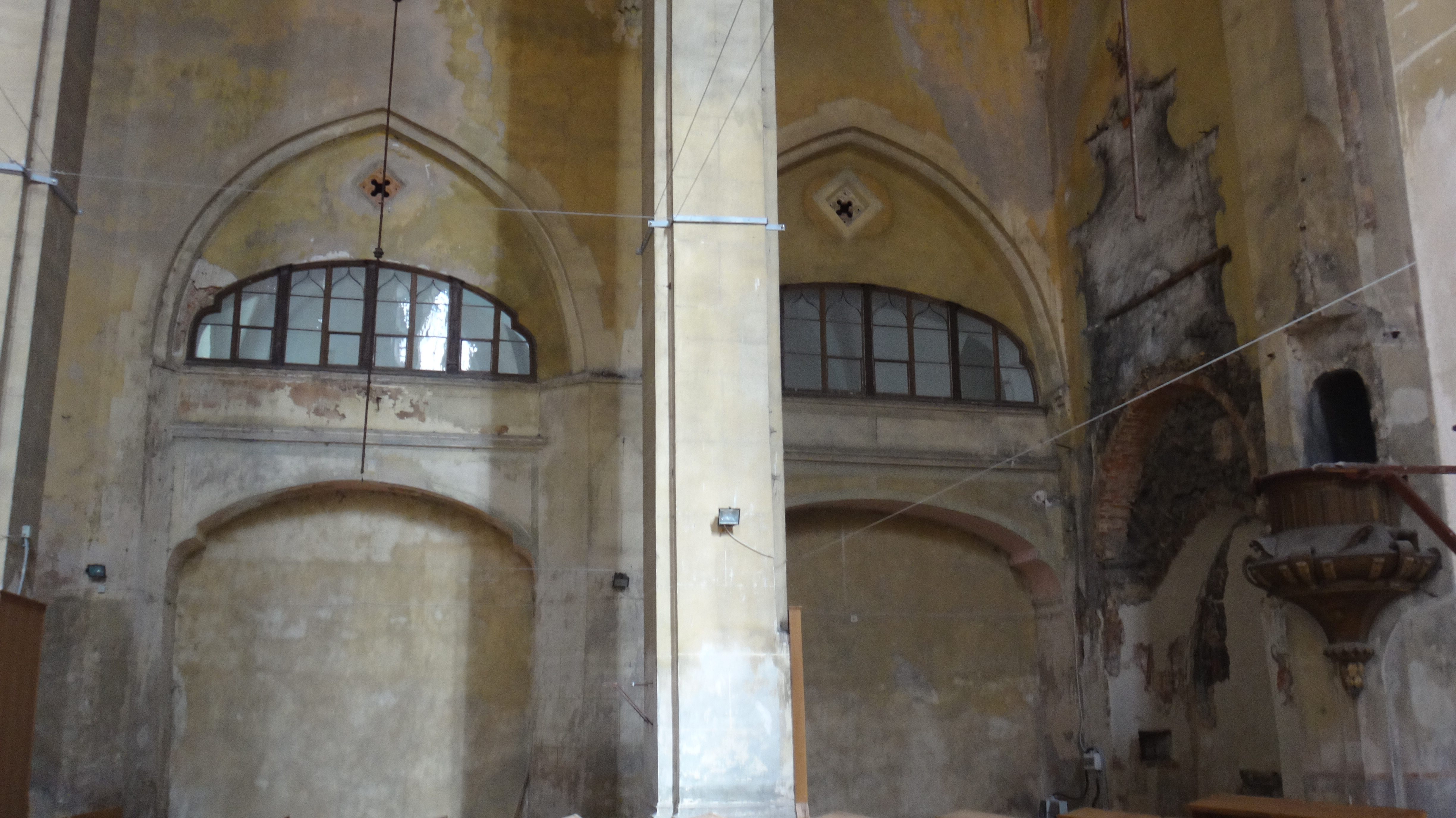
východní loď
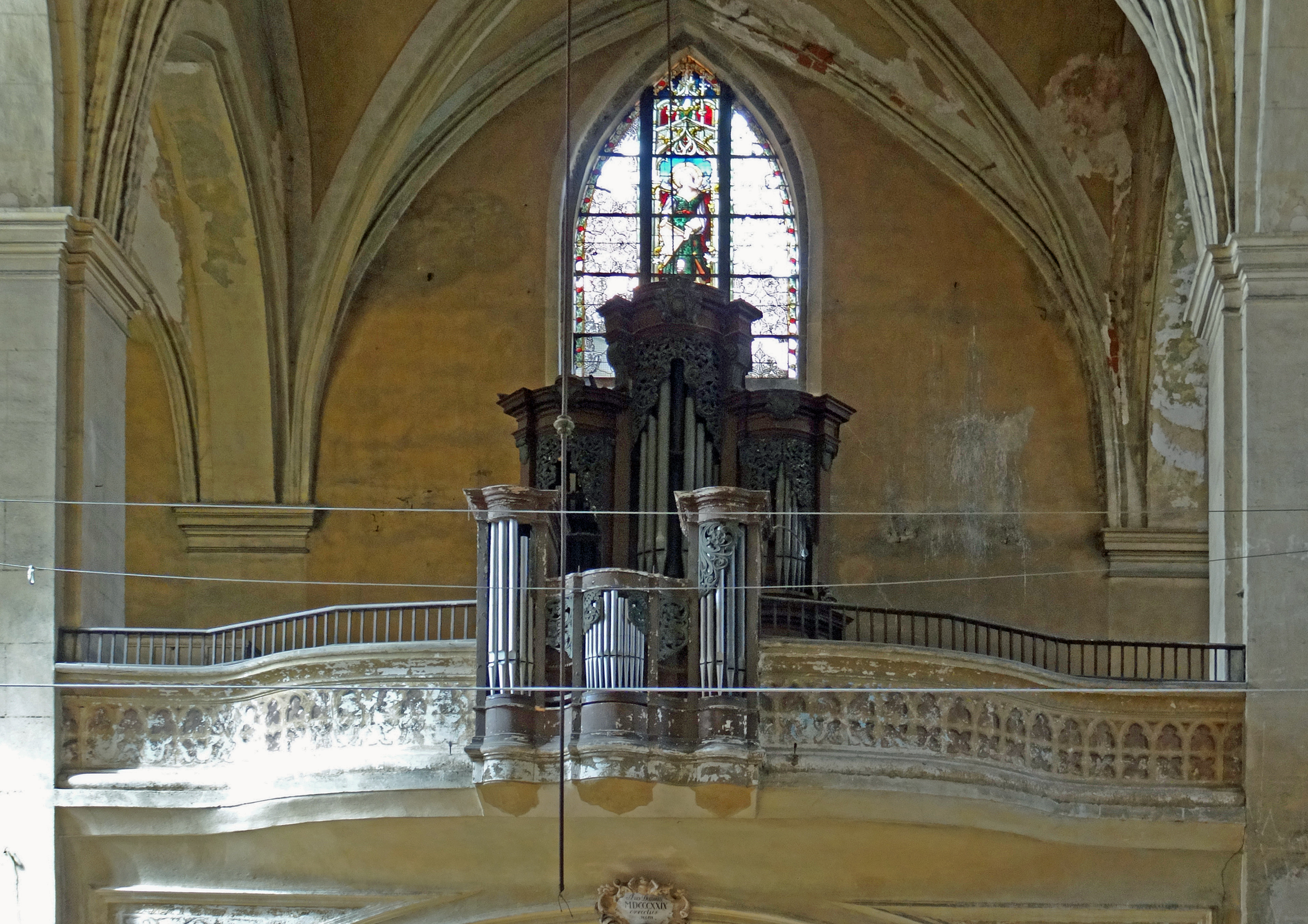
původní varhany
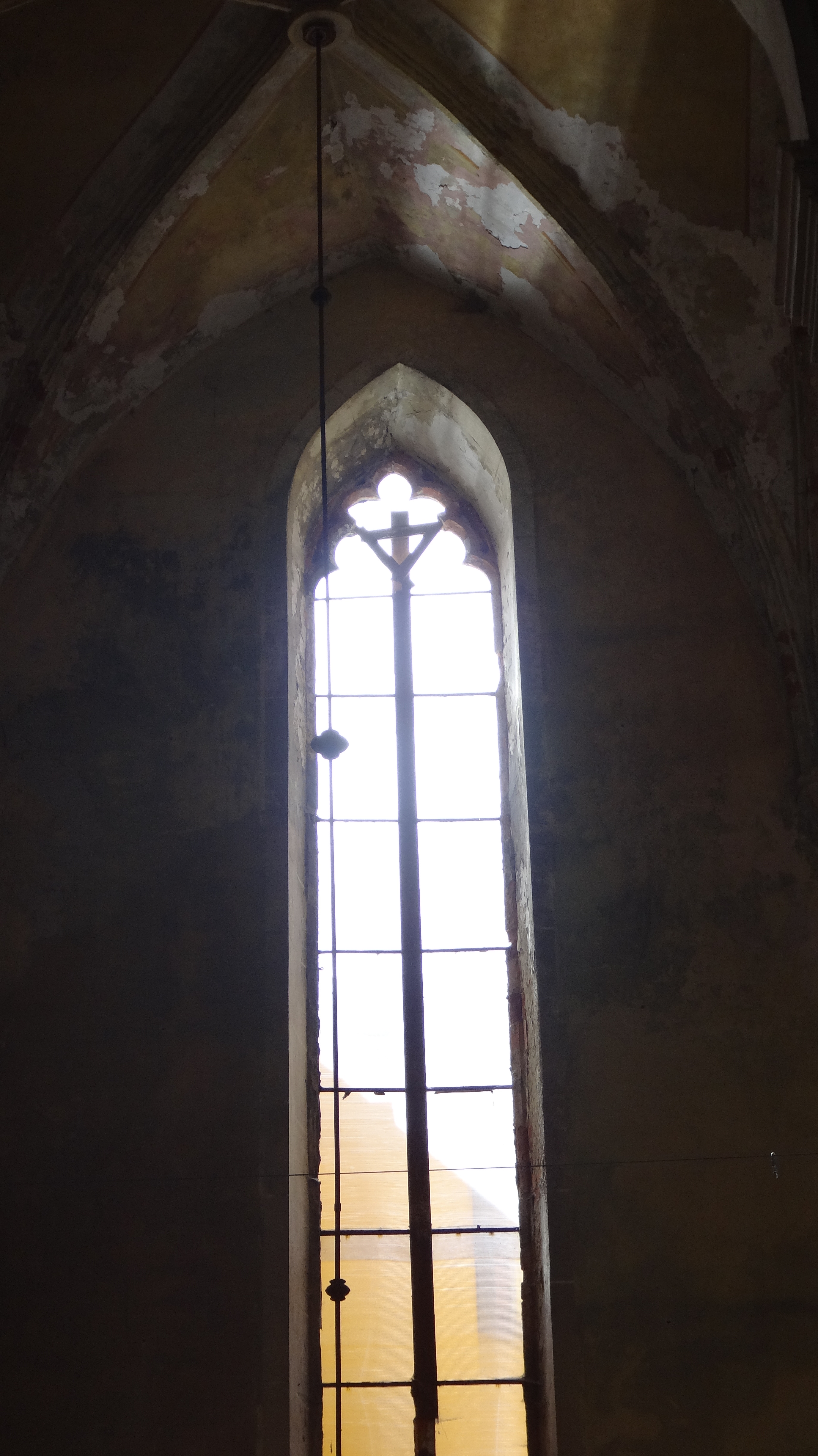
pozůstatek gotického okna